# Erik Börjesson

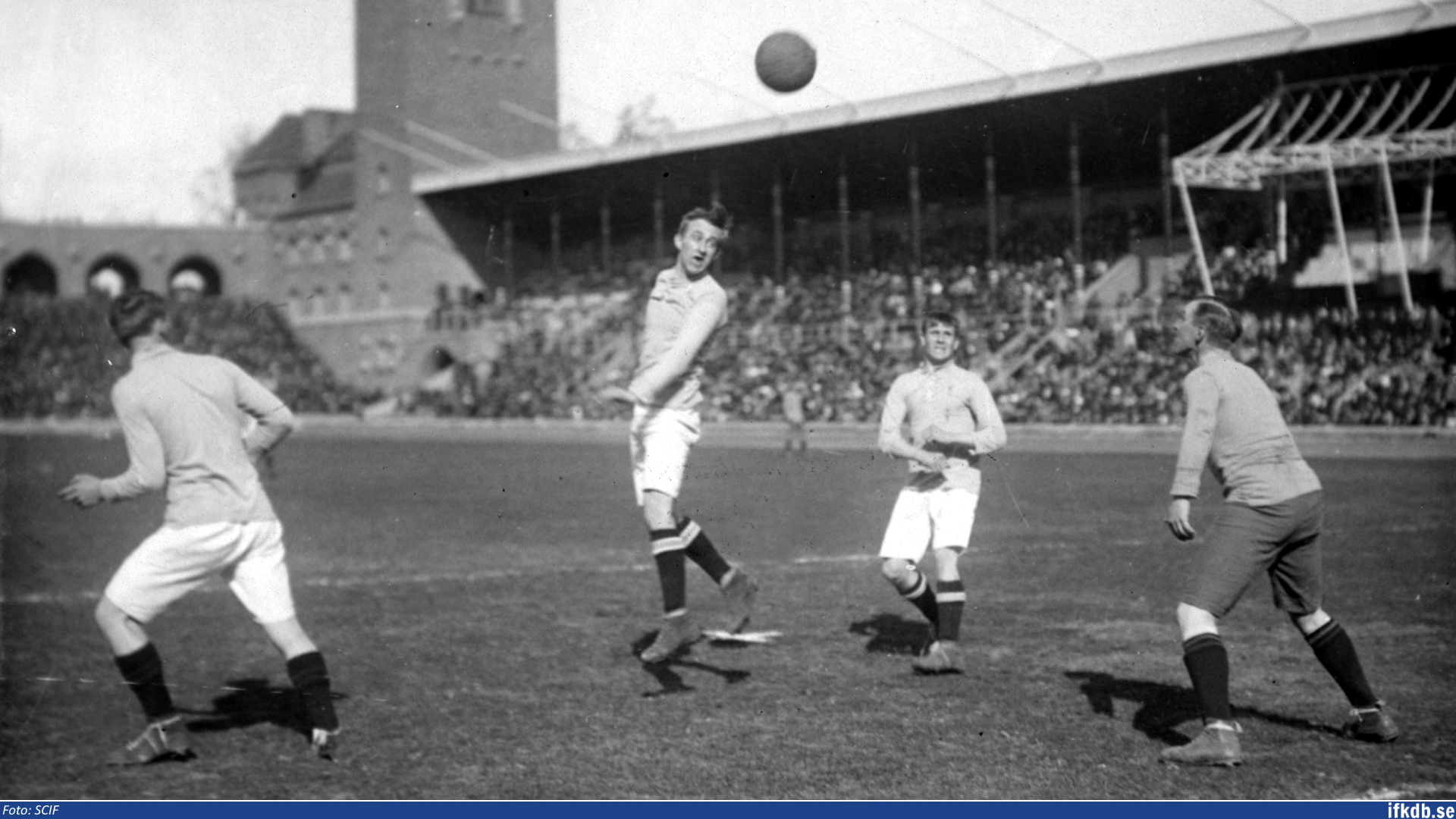
Erik Börjesson (in weiß, links) mit seinem Göteborger Mannschaftskameraden Erik Hjelm im Spiel einer Göteborger gegen eine Stockholmer Stadtauswahl (1920)

Erik Oskar „Börje“ Börjesson (* 1. Dezember 1888 in Jonsered, Gemeinde Partille; † 17. Juli 1983 in Partille, Västra Götalands län) war ein schwedischer Fußballspieler.

## Sportlicher Werdegang
Börjesson spielte zu Beginn seiner Karriere in seinem Heimatort bei Jonsereds GIF. 1907 schloss sich der Stürmer IFK Göteborg an, wo er der herausragende Spieler war. 1910 bis 1912 spielte er für Örgryte IS, seinerzeit die bedeutendste Mannschaft Schwedens. Danach kehrte er wieder zu IFK Göteborg zurück. 1914 erhielt er nach einem Freundschaftsspiel ein Angebot des FC Liverpool, als Profispieler nach England zu wechseln, das Börjesson jedoch ablehnte. 1920 erklärte er seinen Rücktritt, versuchte aber 1923 als Spielertrainer ein Comeback bei Örgryte IS. 1925 beendete er seine Laufbahn, während der er drei schwedische Meistertitel gewann, endgültig.
Am 12. Juli 1908 gehörte Börjesson zum Aufgebot der schwedischen Nationalmannschaft bei ihrem ersten Länderspiel. Norwegen wurde dabei mit 11:3 geschlagen. Mit der Landesauswahl nahm er an den Olympischen Spielen von 1912 in Stockholm teil. Insgesamt bestritt er 17 Länderspiele für Schweden und erzielte dabei zwölf Tore.
2004 wurde Börjesson in die SFS Hall Of Fame aufgenommen. Sein Sohn Reino Börjesson spielte ebenfalls in der Nationalmannschaft.